# 양좡역
양좡역(중국어: 杨庄站)(공사명 핑궈위안난루역(중국어: 苹果园南路站))은 중국 베이징시 스징산구 핑궈위안 가도 핑궈위안 남로·핑궈위안 대가·양좡 대가 교차로에 위치한 베이징 지하철 6호선의 지하철역이다. 2018년 12월 30일 6호선 서쪽 연장 개통과 함께 개장하였다.

## 위치
양좡역은 [베이징 5환로|서5환로]] 외곽, 핑궈위안 남로(동서 방향)와 핑궈위안 대가 - 양좡 대가(남북 방향)의 교차점 동쪽에 위치하여 동서 방향으로 배치되어 있고, 원나라 대신 양타인(杨朵儿)이
이곳에만 낙장되어 있다고 하여 붙여진 이름이다.
역사와 북서쪽에 인접한 토지는 통합 설계에 따라 개발되었으며 상개 항목 명칭은 원양(远洋)·춘추리(春秋里)로 명명되었다.

## 역 구조

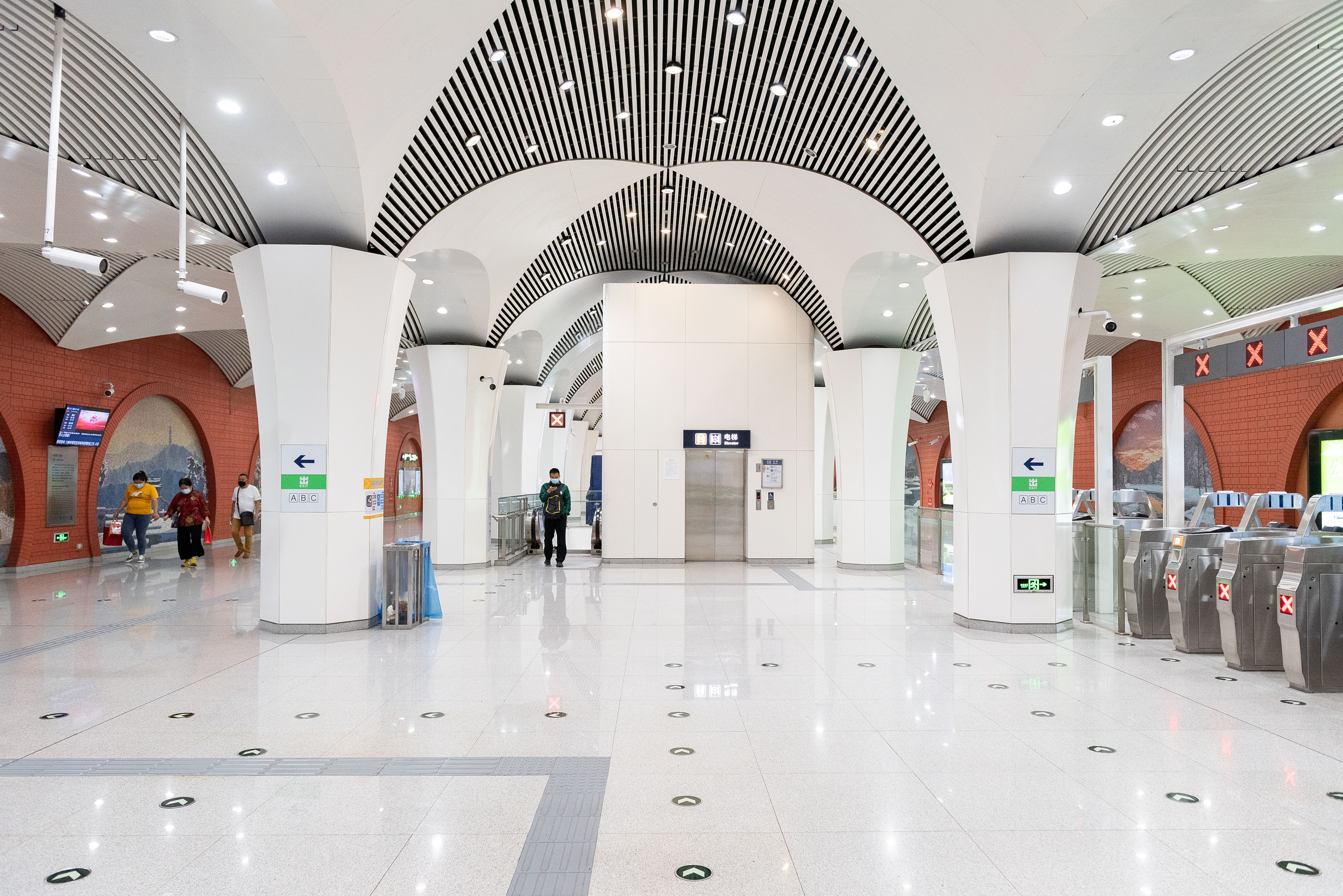
대합실 양쪽에 장식된 예술 벽화 "연경팔경《燕京八景》"

양좡역은 2층 건물의 지하역으로 지하 1층이 대합실, 지하 2층에 섬식 승강장이 설치되어 있다.

### 층별 구조
| 지면층             | 가도                            | A—C출입구                          |
| 지하 1층 대합실 층 | 대합실                          | 고객센터, 자동 발매기, 출입 게이트 |
| 지하 2층 승강장 층 | ←                               | ■ 6호선 진안차오 방면 (핑궈위안)   |
| 지하 2층 승강장 층 | 섬식 승강장, 왼쪽 출입문이 열림 |                                    |
| 지하 2층 승강장 층 | →                               | ■ 6호선 루청 방면 (시황춘)         |

역사는 PBA 공법으로 건설되었으며, 전체 길이 259.65m, 폭 23m, 구조물 바닥 최대 깊이 27.1m, 지붕 덮개 길이 7.26m이다.
역의 내부 장식 스타일은 주로 붉은 벽돌의 벽으로, 대합실의 일부 기둥은 나무 모양으로 장식되어 있고, 그리고 색상이 변경되는 원형 장식 조명이 장착되어 있다.

## 출입구
|                         |                           |                                                                                        |      |             |
| 출구                    | 지시                      | 출구 인근                                                                              | 사진 | 무장애 시설 |
| 出口 · A                | 핑궈위안 남로(苹果园南路) | 양좡 대가(杨庄大街), 원양·춘추리(远洋·春秋里), 서우강핑궈위안 주거구(首钢苹果园居民区) |      |             |
| 出口 · B                | 핑궈위안 남로(苹果园南路) | 서우강핑궈위안 주거구(首钢苹果园居民区)                                                |      | 빈칸        |
| 出口 · C · 1            | 핑궈위안 남로(苹果园南路) | 양좡 대가(杨庄大街), 양좡 북구(杨庄北区)                                               |      |             |
| 出口 · C · 2            | 핑궈위안 남로(苹果园南路) | 양좡 북구(杨庄北区)                                                                    |      | 빈칸        |
| 아이콘 설명: 엘리베이터 |                           |                                                                                        |      |             |